# Себаг, Мари
Мари Себаг (фр. Marie Sebag; 15 октября 1986, Париж) — французская шахматистка, гроссмейстер (2008).
Двукратная чемпионка Франции (2000, 2002). В 1998, 1999 и 2002 годах выигрывала юниорские чемпионаты Европы. В 2004 году на чемпионате мира среди девушек до 18 лет разделила первое место с Иолантой Завадска из Польши, но уступила ей на тай-брейке. На чемпионате мира 2006 года дошла до четвертьфинала, где проиграла Светлане Матвеевой. На июль 2010 года имеет 10-й рейтинг Эло среди женщин.

## Изменения рейтинга
| Графики недоступны из-за технических проблем. См. информацию на Фабрикаторе и на mediawiki.org. |